# Jules De Keersmaecker
Julius Joannes Ludovicus (Jules) De Keersmaecker (Liezele, 4 mei 1871 – aldaar, 4 januari 1956) was een Belgisch advocaat en politicus voor de Katholieke Partij.

## Levensloop
De Keersmaecker promoveerde tot doctor in de rechten en tot kandidaat in het notariaat. Hij werd advocaat aan de balie van Mechelen.
In 1919 werd hij verkozen tot katholiek volksvertegenwoordiger voor het arrondissement Mechelen. Hij bleef dit mandaat uitoefenen tot in 1932.